# アンリ・ラボー
アンリ・ラボー（Henri Rabaud, 1873年11月10日 パリ - 1949年9月11日 ヌイイ）は、フランスの作曲家・音楽教育者。

## 略歴
チェロ教師の父と声楽家の母をもち、他の一族も錚々たる顔ぶれの音楽家であった。パリ音楽院で楽理をアンドレ・ジェダルジュに、作曲をジュール・マスネに師事。1920年にフォーレ勇退後のパリ音楽院院長に就任。サン＝サーンスの流れを汲む保守的な作曲家で、「モダニズムは敵なり」というモットーを掲げていたことで知られる。指揮者としても名を残し、パリ・オペラ座やボストン交響楽団で活躍した。
創造的な音楽家としては、フォーレの4手のためのピアノ組曲《ドリー》を管弦楽用に編曲したことで名を残しているにすぎないが、ワーグナーやリストの和声法をとりいれたいくつかの繊細な交響詩（《ウェルギリウスの詩による「牧歌」Eglogue》、《「ファウスト」による夜の行列 Procession nocturne》）は、美しさゆえに再評価されてよい。ほかに、16世紀イングランドのヴァージナル楽派の作品に基づく《管弦楽のためのイングランド組曲》や、《ロシア民謡によるディヴェルティメント》といった、古い時代や異国の主題による編曲や変奏曲がある。オペラ《マルーフ、カイロの靴屋 Mârouf, savetier du Caire》は、当時流行のオリエンタリズムに便乗し、一時的に成功した作品であるが、同時代のより進歩的な作品（ストラヴィンスキーの《火の鳥》やデュカスの《ラ・ペリ》など）にくらべると、明らかに発想は安易で、表現は皮相である。
アイルランドの詩人ジョン・ミリントン・シングの戯曲『海に騎（の）りゆく人々 Riders to the Sea』や、1925年の映画「棋士 Joueur d'échecs」に付随音楽を提供した。